# Orthetrum testaceum
Orthetrum testaceum är en trollsländeart. Orthetrum testaceum ingår i släktet Orthetrum och familjen segeltrollsländor. IUCN kategoriserar arten globalt som livskraftig.

## Underarter
Arten delas in i följande underarter:
- O. t. soembanum
- O. t. testaceum